# Chestnut Ridge (New York)
Chestnut Ridge ist ein Village im Bundesstaat New York und liegt innerhalb der Town of Ramapo im Rockland County. Im Jahr 2010 lebten in Chestnut Ridge 7920 Personen.

## Geographie

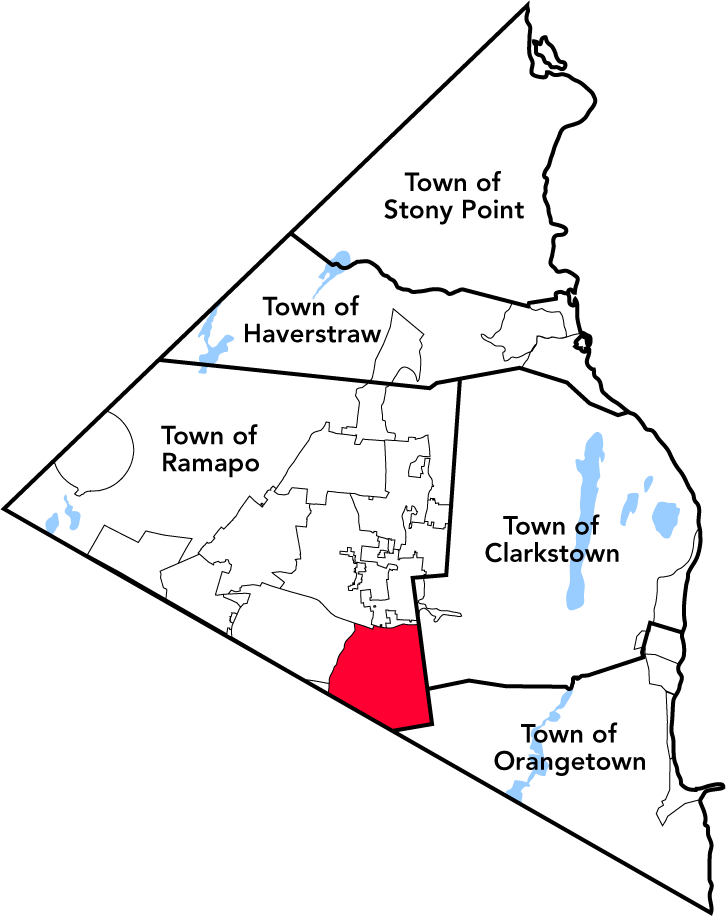
Lage des Ortes innerhalb der Town of Ramapo und im Rockland County

Der Ort liegt nördlich der Staatsgrenze zu New Jersey, östlich von Monsey; südlich von Spring Valley und westlich von Nanuet.
Nach den Angaben des United States Census Bureaus hat das Village eine Fläche von 12,8 km², die sich ausschließlich aus Land zusammensetzt.

## Geschichte
Chestnut Ridge war vor der Inkorporierung 1986 ein gemeindefreies Gebiet innerhalb von Ramapo.

## Wirtschaft
In Chestnut Ridge hat der Messgerätehersteller LeCroy seinen Firmensitz.

## Demographie
Zum Zeitpunkt des United States Census 2000 bewohnten Chestnut Ridge 7829 Personen. Die Bevölkerungsdichte betrug 611,9 Personen pro km². Es gab 2601 Wohneinheiten, durchschnittlich 203,3 pro km². Die Bevölkerung Chestnut Ridges bestand zu 73,96 % aus Weißen, 13,87 % Schwarzen oder African American, 0,13 % Native American, 6,74 % Asian, 0,06 % Pacific Islander, 2,68 % gaben an, anderen Rassen anzugehören und 2,55 % nannten zwei oder mehr Rassen. 8,09 % der Bevölkerung erklärten, Hispanos oder Latinos jeglicher Rasse zu sein.
Die Bewohner Chestnut Ridges verteilten sich auf 2551 Haushalte, von denen in 32,3 % Kinder unter 18 Jahren lebten. 72,2 % der Haushalte stellten Verheiratete, 7,3 % hatten einen weiblichen Haushaltsvorstand ohne Ehemann und 17,4 % bildeten keine Familien. 13,6 % der Haushalte bestanden aus Einzelpersonen und in 6,6 % aller Haushalte lebte jemand im Alter von 65 Jahren oder mehr alleine. Die durchschnittliche Haushaltsgröße betrug 2,87 und die durchschnittliche Familiengröße 3,12 Personen.
Die Bevölkerung verteilte sich auf 22,7 % Minderjährige, 5,8 % 18–24-Jährige, 27,0 % 25–44-Jährige, 29,1 % 45–64-Jährige und 15,4 % im Alter von 65 Jahren oder mehr. Das Durchschnittsalter betrug 42 Jahre. Auf jeweils 100 Frauen entfielen 94,8 Männer. Bei den über 18-Jährigen entfielen auf 100 Frauen 89,2 Männer.
Das mittlere Haushaltseinkommen in Chestnut Ridge betrug 86.468 US-Dollar und das mittlere Familieneinkommen erreichte die Höhe von 95.551 US-Dollar. Das Durchschnittseinkommen der Männer betrug 57.420 US-Dollar, gegenüber 43.548 US-Dollar bei den Frauen. Das Pro-Kopf-Einkommen belief sich auf 33.227 US-Dollar. 3,5 % der Bevölkerung und 0,9 % der Familien hatten ein Einkommen unterhalb der Armutsgrenze, davon waren 0,3 % der Minderjährigen und 5,0 % der Altersgruppe 65 Jahre und mehr betroffen.